# 메흐메트 아키프 피림
메흐메트 아키프 피림(튀르키예어: Mehmet Âkif Pirim, 1968년 9월 17일~)은 튀르키예의 레슬링 선수, 지도자이다. 1992년 하계 올림픽 그레코로만형 페더급에서 금메달을 획득했으며, 1996년 하계 올림픽에서 페더급 동메달을 획득했다.